# FIFA Soccer 96
 (octobre 2019).
Si vous disposez d'ouvrages ou d'articles de référence ou si vous connaissez des sites web de qualité traitant du thème abordé ici, merci de compléter l'article en donnant les références utiles à sa vérifiabilité et en les liant à la section « Notes et références ».
FIFA Soccer 96 est un jeu vidéo de football sorti en 1995 sur PlayStation, 32X, DOS, Game Boy, Game Gear, Mega Drive, Saturn et Super Nintendo. Le jeu a été développé par Extended Play Productions et édité par EA Sports.

## Système de jeu
Il s'agit de la première simulation de football officielle entièrement en 3D.
Il est d’ailleurs le premier FIFA à incorporer les licences noms des joueurs et clubs/sélections.
 Par ailleurs, il y avait que 2 touches pour jouer : Tir et passe. 

### Mode carrière
Dans le mode carrière vous pouvez choisir un club venant des championnats suivants :
| Championnat               | Pays       |
| ------------------------- | ---------- |
| 1. Bundesliga             | Allemagne  |
| Premier League            | Angleterre |
| Série A                   | Brésil     |
| Scottish Premier Division | Écosse     |
| Major League Soccer       | États-Unis |
| Primera División          | Espagne    |
| Division 1                | France     |
| Serie A                   | Italie     |
| M-League                  | Malaisie   |
| Eredivisie                | Pays-Bas   |
| Allsvenskan               | Suède      |

Vous pouvez aussi choisir une équipe nationale pour jouer un grand championnat où toutes les équipes jouent en match aller-retour
| Confédération | Sélection          |
| ------------- | ------------------ |
| UEFA          | Allemagne          |
| UEFA          | Angleterre         |
| UEFA          | Autriche           |
| UEFA          | Belgique           |
| UEFA          | Bulgarie           |
| UEFA          | Croatie            |
| UEFA          | Danemark           |
| UEFA          | Écosse             |
| UEFA          | Espagne            |
| UEFA          | Finlande           |
| UEFA          | France             |
| UEFA          | Grèce              |
| UEFA          | Hongrie            |
| UEFA          | Irlande            |
| UEFA          | Irlande du Nord    |
| UEFA          | Islande            |
| UEFA          | Israël             |
| UEFA          | Italie             |
| UEFA          | Luxembourg         |
| UEFA          | Norvège            |
| UEFA          | Pays-Bas           |
| UEFA          | Pays de Galles     |
| UEFA          | Pologne            |
| UEFA          | Portugal           |
| UEFA          | Roumanie           |
| UEFA          | République tchèque |
| UEFA          | Russie             |
| UEFA          | Suède              |
| UEFA          | Suisse             |
| UEFA          | Turquie            |
| UEFA          | Ukraine            |
| CAF           | Afrique du Sud     |
| CAF           | Cameroun           |
| CAF           | Côte d'Ivoire      |
| CAF           | Égypte             |
| CAF           | Ghana              |
| CAF           | Maroc              |
| CAF           | Nigeria            |
| CAF           | Zambie             |
| CONMEBOL      | Argentine          |
| CONMEBOL      | Bolivie            |
| CONMEBOL      | Brésil             |
| CONMEBOL      | Chili              |
| CONMEBOL      | Colombie           |
| CONMEBOL      | Pérou              |
| CONMEBOL      | Uruguay            |
| CONCACAF      | Canada             |
| CONCACAF      | Costa Rica         |
| CONCACAF      | États-Unis         |
| CONCACAF      | Mexique            |
| AFC           | Arabie saoudite    |
| AFC           | Chine              |
| AFC           | Corée du Sud       |
| AFC           | Hong Kong          |
| AFC           | Japon              |
| AFC           | Singapour          |
| OFC           | Australie          |
| OFC           | Nouvelle-Zélande   |